# DeKalb Avenue (Canarsie Line)
DeKalb Avenue is een station van de metro van New York aan de Canarsie Line.